# Мечеть Чухур мехелле
Мечеть Чухур мехелле (азерб. Çuxur məhəllə məscidi) — мечеть на бывшей улице Амиряна в квартале (мехелле) Чухур мехелле города Шуша.
Распоряжением Кабинета министров Азербайджанской Республики от 2 августа 2001 года мечеть Чухур мехелле взята под охрану государства как архитектурный памятник истории и культуры местного значения (инв № 5068).

## Описание
По архитектурно-конструктивному решению внутреннего пространства, мечеть Чухур мехелле относится к типу шушинских квартальных мечетей с единым объёмом и плоским деревянным потолком. В мечети, как и в других квартальных мечетях города, в глубине молитвенного зала, напротив михраба, на втором ярусе была предусмотрена небольшая открытая галерея, обрамлённая тремя стрельчатыми арками. Эта галерея предназначалась для женщин.